# S4C
S4C (Sianel Pedwar Cymru) è un canale televisivo britannico in lingua gallese, presente localmente in Galles, lanciato il 1º novembre del 1982.
Cronologicamente, è il quarto canale televisivo analogico nato nel Regno Unito, dopo le due reti della BBC e ITV.

## Junior Eurovision Song Contest
La TV, in quanto affiliata all'EBU, voleva far partecipare il Galles al Junior Eurovision Song Contest 2008, ma alla fine si ritirò, salvo poi entrarvi nel 2018.